# Daniel Dorff
Daniel Dorff (* 7. März 1956 in New Rochelle/New York) ist ein US-amerikanischer Komponist.

## Leben und Wirken
Dorff studierte an der Cornell University und erwarb den Mastergrad an der University of Pennsylvania als Kompositionsschüler von George Rochberg, George Crumb, Karel Husa, Henry Brant, Ralph Shapey, Elie Siegmeister und Richard Wernick. Daneben studierte er Saxophon bei Sigurd Rascher. Von 1980 bis 2002 war er Bassklarinettist in der Symphony in C (ehemals Haddonfield Symphony), seit 1996 außerdem dort Composer in Residence.
Im Alter von 18 Jahren gewann Dorff mit Fantasy, Scherzo and Nocturne für Saxophonquartett den ersten Preis beim Kompositionswettbewerb des Aspen Music Festival. Seine Kompositionen wurden von namhaften Orchestern der USA sowie den Berliner und Wiener Philharmonikern, Solisten wie Marc-André Hamelin (Klavier), John Bruce Yeh (Klarinette), Jean-Pierre Rampal, Donald Peck, Mimi Stillman und Gary Schocker (Flöte) und unter Dirigenten wie Alan Gilbert und Wolfgang Sawallisch aufgeführt. Er komponierte Orchesterwerke und Kammermusik, Chorwerke, Stücke für Soloinstrumente und mehrere Musicals für Kinder.
Dorf ist Mitglied im Vorstand der Music Publishers' Association of the USA, der National Flute Association und der Charles Ives Society.

## Werke
- American Declaration "We Hold These Truths to be Self-Evident" für Chor, 1973
- Jabberwocky für Chor, 1973
- Eyelash Wish für Stimme und Klavier, 1973
- Snowy Evening für Stimme und Klavier, 1973
- Fantasy, Scherzo and Nocturne für Saxophonquartett, 1974
- Tidal Song für Stimme und Klavier, 1974
- Andante Con Variazioni für Flöte und Klarinette, 1975
- Fantasia für Streichquartett, 1975
- The Beautiful Frog Pond Waltz für Altsaxophon und Klavier, 1975
- Dances and Canons für Flöte und Klarinette, 1975–76
- Quartet für Altsaxophon, Violine, Cello und Klavier, 1976
- Concertino Molto Grosso für 12 Solisten und Bläserensemble, 1977
- Lamentations für Streichquartett oder Streichorchester, 1977
- The Curse of Catullus für Sopran, Tenor und Instrumentalensemble, 1977
- 5 Songs from the Goliards für Tenor und Instrumentalensemble, 1977
- The Day Things Went Wrong at the Pet Store 11 Cartoons für Klavier, 1976–78
- 4 Idylls für Klavier, 1976–78
- 6 Dances für Klavier, 1976–78
- Scholars’ Refrain für Männerchor und Klavier, 1978
- Taps for Tubas für Tubaquintett, 1978
- Ambivalence of Opposites für Stimme und Klavier, 1978
- Dreams für Stimme und Klavier, 1978
- Flames für Chor, 1979
- The Center Ring für Stimme und Klavier, 1979
- Newness für Tenor und Flöte, 1979, 2005
- Nature für Stimme und Klavier, 1979
- Wedding Songs für Tenor, Flöte und Klavier, 1979
- Heaven-Haven für Chor, 1980
- He Is Love für Doppelchor und Klavier, 1980, 1997
- Ave Maria für Mezzosopran, Flöte, Oboe, zwei Klarinetten und Glockenspiel, 1980
- Kurontokai für Tenor und Klavier, 1980
- On Drowning für Tenor, Flöte, Bassklarinette, Viola und Crotales, 1980
- Sunshine Rondo für Violine und Klavier, 1981
- Dance Music (Mr. Mouse Dances and Dies) für Klarinette und Klavier, 1981
- Stone Soup: An Operatic Fable in One Act, 1982, 1983
- Kokoro o Komete für Stimme und Klavier, 1982
- Si Linguis Angelicis für Sopran, Flöte oder Klarinette und Klavier, 1982
- Fanfare Overture für Orchester, 1983
- Three Dance Etudes für Marimbaduo oder -ensemble, 1984
- Through a Misty Arch… für Flötenensemble, Erzähler und/oder Tanz, 1985
- Billy and the Carnival, A Children's Guide to the Instruments für Erzähler und Orchester, 1985, 1988
- Ardmore Avenue Circus March, 1985
- Benjamin Franklin Bridge, 1985
- Through a Misty Arch… für Flötenensemble, Erzähler und/oder Tanz, 1985
- Variations on "Twinkle, Twinkle, Little Star" für Klavier, 1985
- Pachelbel's Christmas A Merry Melange für Bläserquintett, 1986
- Dark Romance für drei Klarinetten und Bassklarinette, Quartett oder Ensemble, 1986
- Barnyard Bash für Altsaxophon und Klavier, 1986
- Cool Street für Altsaxophon und Klavier, 1986
- Summer Strut für Altsaxophon oder Klarinette und Klavier, 1986
- Tobetara für Stimme und Klavier, 1986
- Prelude and Fugue on "Old MacDonald Had a Farm" für Klavier, 1986
- The Adventures of Mary and Her Little Lamb für Klavier, 1986
- Variations in the Styles of Famous Composers on “This Old Man” für Klavier, 1986
- Summer Solstice für Klarinette und Streichorchester, 1986, 1993
- Peaceful Journey für Cello und Klavier, 1987
- Romanza on a Theme by Rochberg für Klavier, 1987
- Alleluia in D für Chor und Keyboard, 1988
- Piano Variations on a Theme of Siegmeister für Klavier, 1988
- Fast Walk für Instrumentalensemble, Orchester oder Saxophonquartett, 1989, 1990, 1991, 1997
- It Takes Four to Tango für Instrumentalensemble, Saxophonquartett, Violine/Flöte und Gitarre oder Streichquartett/-quintett und Streichorchester, 1990, 1995, 1997, 1998
- Concerto for Contrabassoon, mit Klarinette, Horn und Streichorchester, 1990–91
- Symphony of Delusions für Bläserensemble, 1991
- Concerto for Solo Percussion and Orchestra, 1991–92
- Allegro Volante für Xylophon und Orchester, 1992
- Fanfare for Two Trumpets, 1992
- Three Mysteries für Violine und Perkussion, 1993
- 2 Alphabetical Songs für Stimme und Klavier, 1993
- Pastorale (Souvenirs du Frög) für Klarinette und Klavier, 1994
- Beethoven’s Blues, 1995
- Conga Time in Aldan, 1995
- Three Fun Fables für Erzähler und gemischtes Oktett, 1996, 1999
- The Tortoise and the Hare für Erzähler und Orchester, 1996
- In a Deep Funk: Dance Set für Kontrafagott, 1996
- To Daffodils für Bariton und Cello, 1996
- Philly Rhapsody für Orchester, 1997
- Sonatina d’Amore für zwei Kontrafagotte, 1997
- April Whirlwind für Flöte und Klavier, 1997
- Sunburst für Violine und Streichorchester, 1998
- Serenade to Eve, After Rodin für Flöte und Gitarre, 1999
- The Year of the Rabbit für Flötenquartett, 1999
- Yuki no Uta für Stimme und Klavier, 1999
- Blast Off! für Erzähler und Orchester, 2000
- The Adventures of Mary and Her Little Lamb für Erzähler, Violine, Viola, Horn, Kontrafagott und Klavier, 2000
- Goldilocks and the Three Bears für Erzähler und gemischtes Oktett, 2000
- Sonatine de Giverny für Piccoloflöte und Klavier, 2000
- The Kiss (after the painting by Gustav Klimt) für Orchester, 2001
- Take the Orchestra Out to the Ballgame für Erzähler, Englischhorn, Trompete, Perkussion, Kontrabass und Klavier, 2002
- Say Hey! Homage to Willie Mays für Perkussionstrio mit Baseballschläger und Publikum, 2002
- Deep Funk, Part 2: Dance Sonata for Solo Viola, 2002
- Nocturne Caprice für Flöte, 2002
- 4 Hebrew Love Songs für Stimme und Klavier, 2002, in progress
- The Bear Went Under the Mountain für Erzähler, Flöte, Bassposaune, Cello, Perkussion und Klavier, 2003
- The Colors of Creation für Chor, 2003
- The Seven Chakras für Tenorsaxophon und Klavier, 2003
- The Three Little Pigs für Erzähler, Violine und Cello, 2004
- 9 Walks Down 7th Avenue für Flöte und Klavier, 2004
- Pachelbel's Christmas A Merry Mélange für Orchester, 2005
- Concerto for Piano and Orchestra, 2006
- August Idyll für Flöte, 2006
- 3 Romances für Flöte und Klarinette, 2007
- Two Cats für Flöte und Klarinette, 2007
- Flash! für Piccoloflöte und Klavier, 2008
- Trees für Soloflöte und Erzähler (nach dem Gedicht von Joyce Kilmer), 2009
- Spark für Viola solo, 2009
- Three Little Waltzes für Flöte und Klarinette, 2010